# Isole Lihir
Le isole Lihir sono un gruppo di isole situato nell'Oceano Pacifico lungo le coste nord-orientali dell'isola della Nuova Irlanda, Papua Nuova Guinea.

## Geografia
Le isole principali sono Lihir, Mahur, Mali, Masahet e Sanambiet. La più grande è Lihir, situata più a sud, nelle sue vicinanze, verso nord-est si trovano le due isole di Sanambiet e Mali, mentre più a nord si trovano Masahet e Mahur, quest'ultima la più distante, a circa 30 km a nord dall'isola principale.